# Taking Off (film)
Taking Off är en amerikansk dramakomedi från 1971 i regi av Miloš Forman.

## Handling
När Jeannie Tyne rymmer hemifrån får hennes föräldrar kontakt med en stödgrupp för föräldrar med försvunna barn och lär sig lite om ungdomskulturen.

## Utmärkelser
Filmen vann Grand Prix Spécial du Jury vid filmfestivalen i Cannes 1971.

## Rollista i urval
- Lynn Carlin - Lynn Tyne
- Buck Henry - Larry Tyne
- Linnea Heacock - Jeannie Tyne
- Georgia Engel - Margot
- Audra Lindley - Ann Lockston
- Paul Benedict - Ben Lockston
- Vincent Schiavelli - mr Schiavelli
- Rae Allen - mrs DiVito
- Carly Simon - sångerska
- Kathy Bates - sångerska